# Hypogrammodes aeolia
Hypogrammodes aeolia är en fjärilsart som beskrevs av Druce 1890. Hypogrammodes aeolia ingår i släktet Hypogrammodes och familjen nattflyn. Inga underarter finns listade i Catalogue of Life.